# Sommayya Maneypande
Sommayya Maneypande, född den 8 maj 1959, är en indisk landhockeyspelare.
Han tog OS-guld i herrarnas landhockeyturnering i samband med de olympiska landhockeytävlingarna 1980 i Moskva.